# Portus Adurni
Portus Adurni fue un fuerte en la provincia romana de Britania situado en el extremo norte del puerto de Portsmouth. Formaba parte de la costa sajona y es la fortaleza romana mejor conservada al norte de los Alpes. Se ha excavado alrededor de una octava parte del fuerte.
Más tarde se convirtió en un castillo medieval conocido como castillo de Portchester.

## Identificación

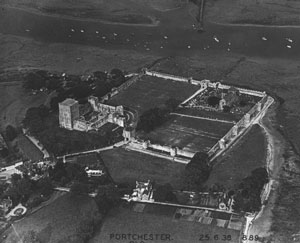
Fotografía del castillo de Portchester en junio de 1938 por el mayor George Allen (1891-1940). De la época romana se conservan los muros perimetrales cuadrados.

El nombre Portus Adurni aparece solo en la lista de fuertes de la costa sajona en la Notitia Dignitatum del siglo V, y el nombre generalmente se identifica con Portchester, aunque ocasionalmente se ha identificado con el fuerte romano en Walton Castle (Suffolk) que ha sido arrastrado por el mar. Portus Adurni puede ser idéntico al Ardaoneon enumerado en la Cosmografía de Ravenna, y Rivet y Smith derivan ambos nombres del britón "ardu-" que significa "altura". Esta derivación encaja mejor en Portchester, que se encuentra debajo de Portsdown Hill, que en una ubicación plana como Walton Castle.

## Fuerte romano

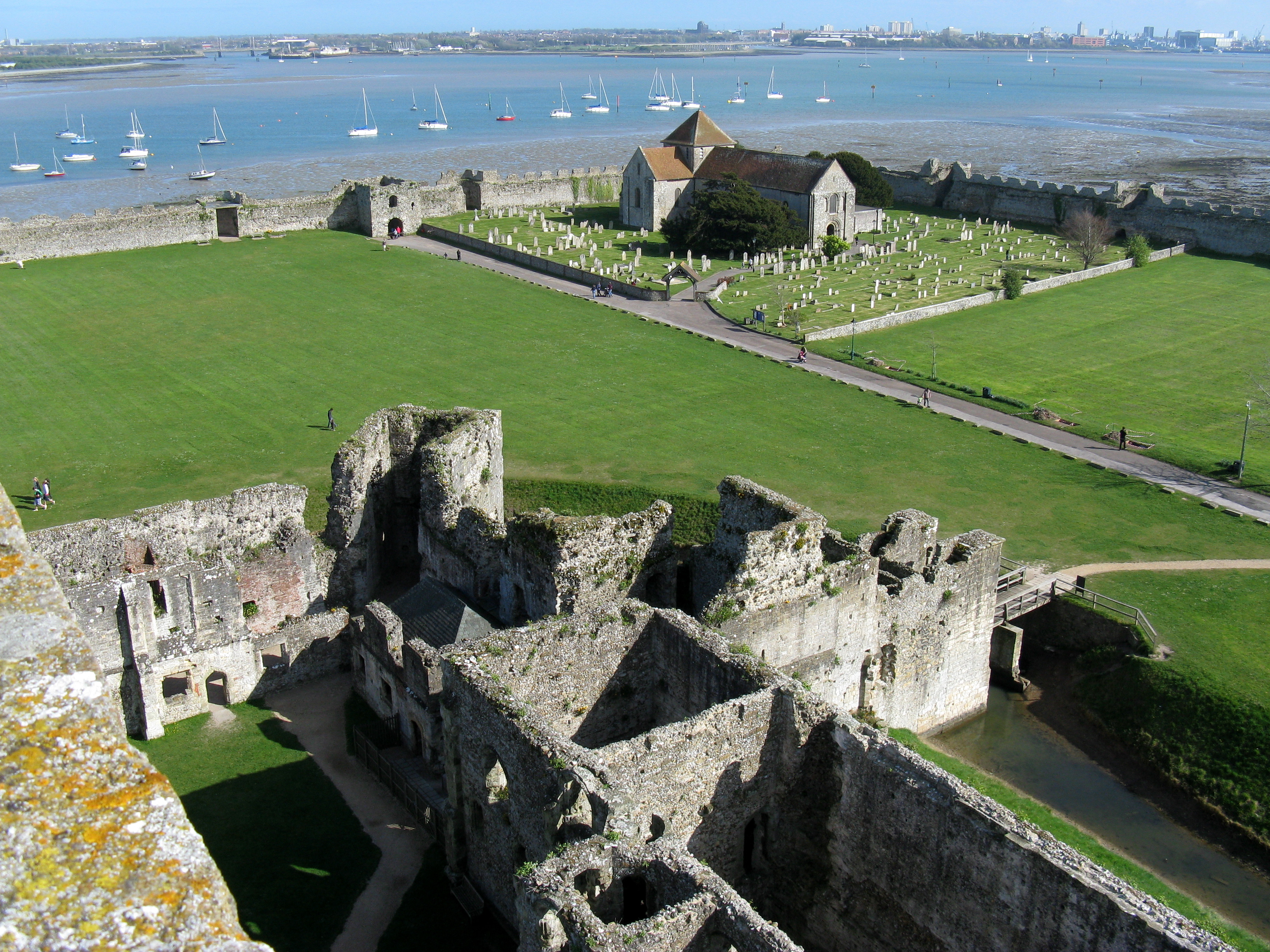
Vista desde el castillo posterior hacia las murallas y baluartes de la fortaleza romana, incluida la puerta sajona y la iglesia del priorato normando

El fuerte fue construido durante el siglo III como parte del sistema defensivo de la Costa Sajona que servía para proteger la costa sur de Gran Bretaña, posiblemente de los asaltantes sajones. Ocupa una posición dominante en la cabecera del puerto de Portsmouth. El fuerte es cuadrado, encierra un área de 36 000 m² con muros exteriores de 6 m de alto, 3 m de espesor, 200 m de largo y construido con pedernal curvo unido con losas de piedra caliza. Los fuertes de forma cuadrada se utilizaron ampliamente durante el siglo III, siendo muy prácticos y defendibles. Portus Adurni tiene torres a lo largo de las paredes, así como torres que se inclinan en las esquinas. Las puertas de Portus Adurni son de particular interés: están indentadas hacia adentro, para atrapar al enemigo en un área expuesta a muros en tres lados; esta técnica se generalizó desde la época agustiniana hasta la caída del Imperio.

## Historia
Los fuertes de la costa sajona, incluyendo Portus Adurni, se construyeron entre mediados y finales del siglo III en medio de una mayor inestabilidad en el noreste de la Galia y Renania, lo que finalmente llevó a la evacuación romana de esa área. Los fuertes estaban destinados a mantener el control sobre la región y monitorear el transporte marítimo y el comercio, así como defenderse de las incursiones desde el otro lado del canal de la Mancha. Estos fuertes se convirtieron en puntos de apoyo defensivo para el rebelde Carausio, a quien en 285 se le encomendó la tarea de resolver el problema de la piratería sajona en el Canal de la Mancha. Cuando se encargó a Carausio que se quedara con el botín de los piratas, se retiró a Britania y se proclamó emperador. La revuelta carausiana se prolongó durante casi 10 años, mientras que otros generales romanos intentaron desalojarlo sin éxito, hasta que finalmente fue asesinado por Alecto, uno de sus ayudantes, en 293, y Gran Bretaña finalmente fue recuperada en 296. 
Incluso después de la partida del ejército romano, la ubicación de Portus Adurni y sus fuertes muros lo hicieron atractivo como fortaleza. El fuerte se convirtió en una residencia anglosajona de alto estatus con un gran salón y una torre. Más tarde también se reconstruyeron las puertas romanas. Portchester figura como uno de los treinta y tres burhs fortificados en Burghal Hidage, que se creen que data del reinado de Eduardo el Viejo, quien reinó desde 899 hasta 924.
Los muros del circuito del fuerte se convirtieron en el muro exterior del patio de un castillo normando y más tarde en un palacio medieval. Fue utilizado como cárcel durante las guerras napoleónicas. Por lo tanto, su excepcional estado se debe a que, a pesar de breves períodos de abandono y largos períodos de abandono, el fuerte estuvo ocupado durante casi dieciséis siglos. El sitio es propiedad de Southwick Estate pero está administrado por English Heritage y está abierto a los visitantes durante todo el año.